# Max Frauendorfer
Max Frauendorfer (ur. 14 czerwca 1909 w Monachium, zm. 25 lipca 1989 w Tutzing) – niemiecki prawnik, SS-Obersturmbannführer, w czasie wojny prezydent wydziału pracy Generalnego Gubernatorstwa, a po wojnie niemiecki polityk Unii Chrześcijańsko-Społecznej.

## Życiorys
W 1928 wstąpił do NSDAP (numer NSDAP 85.562) oraz SS (nr 1.281).
Od 1.10.1939 był powiernikiem III Rzeszy do spraw pracy w Generalnym Gubernatorstwie (niem. Reichstreuhander der Arbeit). Od 18 listopada 1939 do końca 1942 roku prezydent głównego wydziału pracy (niem. Hauptabteilung Arbeit) w rządzie GG. Po wojnie polityk niemieckiej partii chrześcijańskiej CSU.